# Norssinjärvi
Norssinjärvi eller Norsinjärvi är en sjö i Finland. Den ligger i kommunen Reisjärvi i landskapet Norra Österbotten, i den centrala delen av landet, 400 km norr om huvudstaden Helsingfors. Norssinjärvi ligger 118,6 meter över havet. Arean är 74 hektar och strandlinjen är 6,46 kilometer lång. Sjön  ingår i Kalajoki älvs huvudavrinningsområde.   I omgivningarna runt Norssinjärvi växer i huvudsak blandskog.